# Il pappagallo di Topolino
Il pappagallo di Topolino (Mickey's Parrot) è un film del 1938 diretto da Bill Roberts. È un cortometraggio d'animazione della serie Mickey Mouse, distribuito negli Stati Uniti dalla RKO Radio Pictures il 9 settembre 1938.

## Trama
Un pappagallo di nome Polly cade da un camion ed entra nel seminterrato di Topolino. Al piano superiore Topolino e Pluto sentono un bollettino radiofonico che avvisa il pubblico dell'evasione di un pericoloso killer. Topolino sente il pappagallo nel seminterrato ed è convinto che l'assassino abbia fatto irruzione nella casa. Mentre Topolino tende un agguato al killer nel seminterrato, Polly va al piano di sopra dove incontra Pluto. Il volatile inizialmente resta nascosto, prima in un mobile sotto un pesce rosso e poi all'interno di un tacchino, ma poi si rivela a Pluto. La confusione che ne segue fa accorrere Topolino, che spara nella propria cucina convinto che in essa si trovi il killer. Subito dopo si accorge dell'errore, Polly è incolume e i tre fanno amicizia.

## Distribuzione

### Edizione italiana
Il corto arrivò in Italia nel giugno 1985 e fu incluso nella videocassetta Paperino e i racconti misteriosi; il doppiaggio fu eseguito dalla Effe Elle Due. Nel 1989,  per l'inclusione nella VHS Topolino & soci, il corto fu ridoppiato dal Gruppo Trenta.  Tale doppiaggio venne utilizzato da allora in poi nelle occasioni successive.

### Edizioni home video

#### VHS
America del Nord
- Mickey (1984)

Italia
- Paperino e i racconti misteriosi (giugno 1985)[3]
- Paperino e la sua banda di paperi (ottobre 1985)[4]
- Topolino & soci (settembre 1989)[1]
- Topolino: 70 anni di avventure (22 dicembre 1998)[5][6]

#### DVD
Una volta restaurato, il cortometraggio fu distribuito in DVD nel secondo disco della raccolta Topolino star a colori, facente parte della collana Walt Disney Treasures e uscita in America del Nord il 4 dicembre 2001 e in Italia il 21 aprile 2004. In America del Nord fu incluso anche nel DVD Funny Factory with Mickey uscito il 17 gennaio 2006.